# Haucourt-Moulaine
Haucourt-Moulaine ist eine französische Gemeinde mit 3483 Einwohnern (Stand 1. Januar 2022) im Département Meurthe-et-Moselle in der Region Grand Est (bis 2015 Lothringen). Sie gehört zum Arrondissement Val-de-Briey und ist Mitglied im Gemeindeverband Grand Longwy Agglomération. Die Bewohner werden Haucourtois und Haucourtoises genannt.
Die Gemeinde erhielt 2023 die Auszeichnung „Zwei Blumen“, die vom Conseil national des villes et villages fleuris (CNVVF) im Rahmen des jährlichen Wettbewerbs der blumengeschmückten Städte und Dörfer verliehen wird.

## Geografie
Haucourt-Moulaine liegt am Dreiländereck Frankreich-Luxemburg-Belgien. Umgeben wird Haucourt-Moulaine von den Nachbargemeinden Hussigny-Godbrange im Norden und Osten, Villers-la-Montagne im Südosten, Chenières im Südwesten, Mexy im Westen sowie Herserange im Nordwesten.
Durch das Gemeindegebiet führt die RN 52.
Die Gemeinde Haucourt-Moulaine besteht aus den drei Ortschaften: Saint-Charles (Sitz der Verwaltung), Haucourt und Moulaine.

## Bevölkerungsentwicklung
| Jahr      | 1962 | 1968 | 1975 | 1982 | 1990 | 1999 | 2007 | 2019 |
| Einwohner | 2815 | 4651 | 4517 | 3899 | 3328 | 2987 | 2938 | 3394 |

Im letzten Viertel des 20. Jahrhunderts verringerte sich die Einwohnerzahl der Gemeinde. Grund dafür war der Niedergang der Schwerindustrie in der Region um Longwy und die damit verbundene Abwanderung.

## Sehenswürdigkeiten
- Pfarrkirche Saint-Eloi aus dem 19. Jahrhundert
- Kapelle Notre-Dame-de-Bon-Secours in Haucourt, errichtet Mitte des 18. Jahrhunderts

|  |  |

## Gemeindepartnerschaft
Seit 1966 unterhält Haucourt-Moulaine-St. Charles mit dem heutigen Borkener Stadtteil Kleinenglis eine Partnerschaft.